# Gudakompie
Gudakompie (lit. Gudakampis) − wieś na Litwie, w gminie rejonowej Soleczniki, 4 km na południowy zachód od Butrymańców, zamieszkana przez 75 ludzi. Przed II wojną światową w Polsce, w powiecie lidzkim województwa nowogródzkiego.